# Ewald Bucher
 (mai 2022).
Si vous disposez d'ouvrages ou d'articles de référence ou si vous connaissez des sites web de qualité traitant du thème abordé ici, merci de compléter l'article en donnant les références utiles à sa vérifiabilité et en les liant à la section « Notes et références ».
Ewald Bucher, né le 19 juillet 1914 à Rottenburg am Neckar et décédé le 31 octobre 1991 à Mutlangen, est un homme politique allemand membre du Parti national-socialiste des travailleurs allemands (NSDAP), puis du Parti libéral-démocrate (FDP) et enfin de l'Union chrétienne-démocrate d'Allemagne (CDU).
Il devient ministre fédéral de la Justice dans la coalition noire-jaune de Konrad Adenauer en 1962, et se présente deux ans plus tard à l'élection présidentielle contre le sortant Heinrich Lübke, soutenu par les deux grands partis. Il démissionne du gouvernement en mars 1965 mais y revient dès le mois d'octobre en tant que ministre fédéral du Logement. À la suite de la décision du FDP de se retirer de la coalition au pouvoir, il abandonne son poste un an plus tard. Il quitte le FDP en 1972 afin de montrer son opposition à l'ostpolitik de Willy Brandt, et rejoint la CDU en 1984.

## Biographie
Il passe son Abitur à Schwäbisch Gmünd en 1933, puis entreprend des études supérieures de droit à Tübingen et Munich, qu'il achève quatre ans plus tard en recevant son premier diplôme juridique d'État. Il obtient le second en 1941, en même temps que son doctorat de droit.
Il sert par deux fois comme soldat de la Wehrmacht au cours de la Seconde Guerre mondiale : en 1940, puis de 1941 à 1945, à chaque fois comme chef de batterie.
À l'issue du conflit, il devient avocat à Schwäbisch Gmünd, mais se voit frappé d'une interdiction d'exercer de dix-huit mois par les autorités françaises d'occupation de l'Allemagne dans le cadre de la « dénazification ». Il est nommé directeur général de l'association des commerces et des métiers du Wurtemberg-Bade en 1951, et abandonne l'exercice de la profession d'avocat deux ans plus tard. À partir de 1967 et jusqu'à sa mort, il s'implique dans diverses associations en rapport avec l'urbanisme et le logement.

## Vie politique

### Parcours militant
Il fait partie, de 1931 à 1933, de l'Union des écoliers nationaux-socialistes (NSSB), puis adhère à la fois au Parti national-socialiste des travailleurs allemands (NSDAP) et aux Sections d'assaut (SA).
En 1950, il rejoint le Parti populaire démocrate (FDP/DVP), fédération du FDP dans le Wurtemberg-Bade. Il est élu deux ans plus tard président de la fédération de l'arrondissement de Schwäbisch Gmünd, et devient membre du comité directeur fédéral du parti en 1957.
Il quitte le FDP/DVP en 1972, durant l'examen des « traités orientaux », constitutifs de l'ostpolitik menée par la coalition sociale-libérale de Willy Brandt, et adhère à l'Union chrétienne-démocrate d'Allemagne (CDU) en 1984.

### Au niveau institutionnel
Il est élu député fédéral du Bade-Wurtemberg au Bundestag en 1953. Trois ans plus tard, il est désigné coordinateur parlementaire du groupe du FDP, puis devient vice-président de la commission de la Justice en 1957. L'année suivante, il dépose, avec les députés sociaux-démocrates Holger Börner et Gerhard Jahn, une plainte devant le Tribunal constitutionnel fédéral à l'encontre du Bundestag, dans la mesure où son règlement limite le temps de parole des parlementaires.
Le 14 décembre 1962, Ewald Bucher est nommé ministre fédéral de la Justice dans la coalition noire-jaune de Konrad Adenauer. Il est maintenu en fonction l'année suivante, quand Ludwig Erhard est investi chancelier fédéral. Choisi comme candidat du FDP à l'élection présidentielle fédérale du 1er juillet 1964, il est battu dès le premier tour par le président fédéral sortant chrétien-démocrate Heinrich Lübke, soutenu par les deux grands partis.
Il finit par démissionner le 27 mars 1965, après la décision du cabinet de reporter du 8 mai 1945 au 1er janvier 1950 le début du délai de prescription, d'une durée de vingt ans, des crimes nazis, ce qu'il considère comme contraire au principe de légalité des délits et des peines, selon lequel la prescription aurait dû être acquise au 8 mai 1965. À la suite de la victoire de la coalition au pouvoir aux législatives du 19 septembre, il revient au gouvernement comme ministre fédéral du Logement et de l'Urbanisme. Le Parti libéral-démocrate (FDP), opposé aux hausses d'impôts, décide toutefois de se retirer de la coalition le 28 octobre 1966. Il achève alors son mandat de député, et se retire de la vie politique en 1969.